# Orinoko (novela de Arkady Fiedler)
Orinoco (en polaco: Orinoko) - una novela de aventuras y de viajes del escritor polaco Arkady Fiedler, ambientada en los años 20 del siglo XVIII en la Venezuela española.
El Orinoco cuenta la estancia de John Bober entre indígenas Arawak que viven en el río Orinoco. Gracias a sus habilidades e inteligencia, el protagonista toma el poder sobre la tribu. El libro está dirigido principalmente al lector adolescente. El libre forma parte de una trilogía sobre el destino de John Bober, de origen polaco. Es una continuación de la novela La isla de Robinsón (1954). La continuación de las aventuras de algunos de los héroes del libro se describe en otra novela del mismo autor: El jaguar blanco (1980).
Al escribir la novela, el autor se ha basado en su propia experiencia y en las observaciones realizadas durante su estancia en el ámbito donde había situado la acción del libro.
El Orinoco se publicó por primera vez en 1957, a continuación, ha sido reeditada varias veces y se tradujo a varios idiomas.
Serie de John Bober (en polaco) 302 páginas. Varsovia. ISBN 9788373894686. 
Traducción al español sobre la base de las páginas en polaco e inglés.